# Station Havré
Station Havré is een spoorwegstation langs spoorlijn 118 (Bergen - La Louvière) in Havré, een deelgemeente van de stad Bergen. Het is nu een stopplaats. Men kan er kosteloos parkeren en er is een gratis fietsstalling. Vroeger heette dit station als Havre-Stad.

## Treindienst
| Serie       | Treinsoort          | Route | Bijzonderheden                                             |
| ----------- | ------------------- | --- | ---------------------------------------------------------- |
| L 4450      | L-trein (NMBS)      | La Louvière-Zuid – Havré – Bergen | Rijdt in het weekend 1×/2 uur en stopt dan niet in Obourg. |
| P 7770/8770 | Piekuurtrein (NMBS) | [ Manage – [ Luttre ] / [ Havré – Bergen – Quévy ] / [ 's-Gravenbrakel ] ] / [ La Louvière-Zuid – [ Havré – Bergen ] / [ Luttre ] / [ Charleroi-Centraal ] ] | Rijdt alleen op werkdagen.                                 |

## Reizigerstellingen
De grafiek en tabel geven het gemiddeld aantal instappende reizigers weer op een week-, zater- en zondag.
| Tabel: aantal instappende reizigers station Havré | Tabel: aantal instappende reizigers station Havré | Tabel: aantal instappende reizigers station Havré | Tabel: aantal instappende reizigers station Havré |
|                                                   | Weekdag                                           | Zaterdag                                          | Zondag                                            |
| ------------------------------------------------- | ------------------------------------------------- | ------------------------------------------------- | ------------------------------------------------- |
| 1977                                              | 283                                               | 66                                                | 58                                                |
| 1978                                              | 224                                               | 52                                                | 28                                                |
| 1979                                              | 194                                               | 39                                                | 26                                                |
| 1980                                              | 183                                               | 37                                                | 14                                                |
| 1981                                              | 212                                               | 26                                                | 14                                                |
| 1982                                              | 218                                               | 58                                                | 28                                                |
| 1983                                              | 273                                               | 40                                                | 17                                                |
| 1984                                              | 218                                               | 33                                                | 19                                                |
| 1985                                              | 274                                               | 45                                                | 37                                                |
| 1986                                              | 130                                               | 24                                                | 14                                                |
| 1987                                              | 214                                               | 24                                                | 18                                                |
| 1988                                              | 181                                               | 46                                                | 38                                                |
| 1989                                              | 155                                               | 44                                                | 29                                                |
| 1990                                              | 165                                               | 65                                                | 56                                                |
| 1991                                              | 170                                               | 62                                                | 31                                                |
| 1992                                              | 213                                               | 52                                                | 39                                                |
| 1993                                              | 131                                               | 51                                                | 55                                                |
| 1994                                              | 134                                               | 32                                                | 20                                                |
| 1995                                              | 97                                                | 3                                                 | 7                                                 |
| 1996                                              | 107                                               | 22                                                | 7                                                 |
| 1997                                              | 100                                               | 8                                                 | 9                                                 |
| 1998                                              | 104                                               | 12                                                | 12                                                |
| 1999                                              | 92                                                | 10                                                | 12                                                |
| 2000                                              | 95                                                | 14                                                | 17                                                |
| 2001                                              | 92                                                | 12                                                | 4                                                 |
| 2002                                              | 70                                                | 10                                                | 10                                                |
| 2003                                              | 74                                                | 14                                                | 7                                                 |
| 2004                                              | 75                                                | 18                                                | 14                                                |
| 2005                                              | 85                                                | 16                                                | 12                                                |
| 2006                                              | 97                                                | 6                                                 | 12                                                |
| 2007                                              | 72                                                | 11                                                | 7                                                 |
| 2008                                              | -                                                 | -                                                 | -                                                 |
| 2009                                              | 109                                               | 10                                                | 5                                                 |
| 2010                                              | -                                                 | -                                                 | -                                                 |
| 2011                                              | -                                                 | -                                                 | -                                                 |
| 2012                                              | 93                                                | 14                                                | 13                                                |
| 2013                                              | 93                                                | 11                                                | 13                                                |
| 2014                                              | 98                                                | 22                                                | 16                                                |
| 2015                                              | 83                                                | 13                                                | 17                                                |
| 2016                                              | 60                                                | 19                                                | 9                                                 |
| 2017                                              | 67                                                | 13                                                | 8                                                 |
| 2018                                              | 63                                                | 21                                                | 14                                                |
| 2019                                              | 90                                                | 8                                                 | 24                                                |
| 2020                                              | 61                                                | 21                                                | 15                                                |
| 2021                                              | -                                                 | -                                                 | -                                                 |
| 2022                                              | 87                                                | 21                                                | 45                                                |
| 2023                                              | 97                                                | 30                                                | 32                                                |
| 2024                                              | 94                                                | 26                                                | 24                                                |

La Louvière-Centrum ·
2,4: Bois-du-Luc ·
4,2: Bracquegnies ·
6,2: Thieu ·
9,1: Havré ·
12,1: Obourg ·
16,6: Nimy ·
18,8: Bergen